# Canzonissima
Canzonissima je bila popularna televizija emisija u produkciji talijanske nacionalne televizije RAI od 1957. do 1975. S jedne strane to je bila tipična televizijska emisija 1960-ih s komičarima, baletnim točkama i subretama, ono što je bilo posebno je bio natjecateljski karakter emisije koji se održavao pod pokroviteljstvom Talijanske lutrije.

## Povijest Canzonissime
Emisija je krenula kao radijsko praćenje pjevačke turneje iz 1956. godine koja se zvala  Pjesme sreće (Le canzoni della fortuna) i koja je doživjela veliki uspjeh kod publike. Već iduće godine emisija se pojavila na televiziji kao natjecanje između debitanata iz raznih krajeva Italije, u režiji; Lina Procaccija i Gianfranca Bettetininija. Publika je aktivno sudjelovala osobito u navijanju i glasanju za svoje favorite ( glasalo se slanjem dopisnica koje su ujedno bile i lutrijske srećke.) Emisije su išle iz tjedna u tjedan, tokom ljeta, sve do finalne večeri (pravila su se mijenjala iz godine u godinu).
Jedna od najzapaženijih sezona bila je ona iz 1959., koju je vodila pjevačica i plesačica Delia Scala, uz pomoć Paola Panellija i glumca Nina Manfredija.
Ostat će upamćena i Canzonissima iz sezone 1970., koju su vodili Corrado Mantoni i Raffaella Carrà. 
1974. godine održana je posljednja Canzonissima.
- Pojedinih godina, pobjednik natjecanja Canzonissima bio je ujedno izabran kao predstavnik Italije na Pjesmi Europe.

## Lista emisija
- 1956.: "Le canzoni della fortuna" (radijski prijenosi uz tv prijenos samo finalne večeri) - voditelji:  Adriana Serra,  Antonella Steni,  Raffaele Pisu,  Renato Turi
- 1957.: "Voci e volti della fortuna" (radijski prijenosi uz tv prijenos samo finalne večeri) - voditelji: Enzo Tortora,  Silvio Noto i Antonella Steni
- 1958.: "Canzonissima" - voditelji:  Renato Tagliani,  Ugo Tognazzi  (alternacija:  Walter Chiari ), Lauretta Masiero,  Scilla Gabel i Corrado Pani
- 1959.: "Canzonissima" - voditelji:  Delia Scala,  Paolo Panelli,  Nino Manfredi i Don Lurio
- 1960.: "Canzonissima" - voditelji:  Alberto Lionello,  Lauretta Masiero,  Aroldo Tieri,  Lilli Lembo
- 1961.: "Canzonissima" - voditelji:  Sandra Mondaini,  Enzo Garinei,  Toni Ucci,  Carletto Sposito,  Annamaria Gambineri, Paolo Poli,  Alberto Bonucci i Tino Buazzelli
- 1962.: "Canzonissima" - voditelji:  Dario Fo i Franca Rame (do sedme priredbe). Zamijenjeni s Tinom Buazzelliem i Sandrom Mondaini
- 1963.: "Gran Premio" - voditelji: razni, po jedan za svaku pojedinu regiju Italije
- 1964.: "Napoli contro tutti" - voditelji:  Nino Taranto i Nadia Gray
- 1965.: "La prova del nove" - voditelji: Corrado,  Walter Chiari uz sestre Kessler.
- 1966.: "Scala Reale" - voditelj:  Peppino De Filippo
- 1967.: "Partitissima" - voditelji:  Alberto Lupo,  Franco Franchi i Ciccio Ingrassia
- 1968.: "Canzonissima '68" - voditelji:  Mina,  Walter Chiari,  Paolo Panelli. Vanjske poveznice:  Luigi Silori
- 1969.: "Canzonissima 1969" - voditelji:  Johnny Dorelli,  Raimondo Vianello,  Paolo Villaggio,  sestre Kessler
- 1970.: "Canzonissima 1970" - voditelji:  Corrado i Raffaella Carrà
- 1971.: "Canzonissima 1971" - voditelji:  Corrado,  Raffaella Carrà,  Alighiero Noschese
- 1972.: "Canzonissima 1972" - voditelji:  Pippo Baudo i Loretta Goggi
- 1973.: "Canzonissima 1973" - voditelji:  Pippo Baudo i Mita Medici
- 1974.: "Canzonissima 1974" - voditelji:  Raffaella Carrà,  Cochi i Renato

## Pobjedničke pjesme
- 1956.: Mamma - ( Nunzio Gallo)    i  Buon anno, buona fortuna ( Gino Latilla )
- 1957.: Scapricciatiello ( Aurelio Fierro)
- 1958.: L'edera ( Nilla Pizzi)
- 1959.: Piove ( Joe Sentieri   )
- 1960.: Romantica (Tony Dallara)
- 1961.: Bambina bambina (Tony Dallara)
- 1962.: Quando quando quando (Tony Renis)
- 1963.: (te godine natjecale su se regije a ne pjevači pobijedila je Sicilija)
- 1964.: 'O sole mio (Claudio Villa)
- 1965.: Non son degno di te (Gianni Morandi)
- 1966.: Granada (Claudio Villa)
- 1967.: Dan dan dan (Dalida)
- 1968.: Scende la pioggia (Gianni Morandi)
- 1969.: Ma chi se ne importa (Gianni Morandi)
- 1970.: Vent'anni (Massimo Ranieri)
- 1971.: Chitarra suona più piano (Nicola Di Bari)
- 1972.: Erba di casa mia (Massimo Ranieri)
- 1973.: Alle porte del sole (Gigliola Cinquetti)
- 1974.: Un corpo e un'anima ( Wess i Dori Ghezzi)